# Шаре, Изабель
Изабе́ль Шаре́ (фр. Isabelle Charest; род. 3 января 1971 года, Римуски, Квебек) — канадская шорт-трекистка. Серебряный призёр Олимпийских игр 1994 года, бронзовый призёр Олимпийских игр 1998 и 2002 годов в эстафетах. 4-кратная чемпионка мира. С 2018 года — министр образования в правительстве провинции Квебек.

## Спортивная карьера
Изабель Шаре родилась в Римуски, где в возрасте 5-ти лет стала заниматься футболом и лёгкой атлетикой, пойдя по стопам своих старших брата и сестры Натали. Она довольно поздно встала на коньки, в возрасте 10 лет, и два года пробовала себя в шорт-треке. После переезда из Римуски в Монреаль в 1983 году продолжала играть в футбол за команду Монреаля.  В том же году Изабель вступила в конькобежный клуб "Montreal International", где познакомилась со своей будущей лучшей подругой Натали Ламбер.
Она попала в состав национальной сборной Канады в 1988 году. В декабре 1990 года произошёл несчастный случай на чемпионате Канады. На дистанции 500 метров Шаре лидировала, но её стала обгонять Кристин Будриас, они упали вместе и Шаре коньком сильно порезала ягодицу Будриас. Рана была настолько глубокая, что у Кристин остановилось сердце. Её спасли, но осадок от этого случая остался у Изабель на всю жизнь. Позже она сняла документальный фильм с воспоминаниями в том числе и об этом жизненном моменте.
В 1993 году на чемпионате мира в Пекине, Шаре стала второй на 500 метров и выиграла золото с партнёршами в эстафете. В следующем году вновь выиграла эстафету на чемпионате мира в Гилфорде. На Олимпийских играх в Лиллехаммере внесла свой вклад в серебряную награду в эстафете. В 1995 году Шаре на очередном мировом первенстве в Норвегии опять на короткой дистанции 500 метров взяла серебро.
Успешным стал для неё чемпионат мира в Гааге, где она не только победила на 500 метров, но и установила мировой рекорд с результатом 45:065 сек. Также стала третьей на 1000 метров и получила бронзу в абсолютном зачёте. В 1997 году на чемпионате мира в Нагано Шаре перебила свой же мировой рекорд на 500 метров, впервые разменяв 45 сек, с результатом 44:867 сек. Рекорд продержался полтора года. На зимних Олимпийских играх в Нагано и Олимпийских играх в Солт-Лейк-Сити Шаре выиграла бронзовые награды. Также поднялась на 4 место на 500 метров, что стало её лучшим результатом на Олимпиадах.

## Политическая карьера
Изабель Шаре имеет степень бакалавра в Монреальском университете в области питания. После Олимпийской карьеры она была послом в нескольких организациях по поощрению физической активности и здорового образа жизни. В течение 10 лет Шаре занимала пост ведущего и обозревателя на различных каналах Bell Media. Кроме того она работала в Канадском Олимпийском комитете, в котором отвечала за специальные мероприятия и программы для спортсменов. В 2009 году Шаре опубликовала журнал "Мой журнал здоровья" с Натали Ламбер и Мелиссой Лемье в мужских изданиях. 
С 2010 года она несколько раз занимала должность руководителя миссии Канадской команды на Зимних юношеских Олимпийских играх 2016, Летних Олимпийских играх 2016 и Зимних Олимпийских играх 2018 годов.
В 2011 года она стала соучредителем Nellicom, PR-компании и связи. С 2013 года по 2018 год она была координатором по коммуникациям в школьной комиссии Валь-де-олень. В июне 2018 года она баллотируется на всеобщих выборах в Квебеке 2018 под знаменем коалиции будущего Квебека.
18 октября 2018 года Шаре вступила Совет министров Квебека и была назначена министром-делегатом по образованию., ответственной за вопросы спорта и здорового образа жизни. Во время пандемии Covid-19 в Квебеке она отвечала за управление кризисными ситуациями в спорте. Осенью 2020 года она призывает юниорскую хоккейную Лига Квебека прекратить драки на льду, на что Лига соглашается. Сейчас Шаре владеет кардиоэнергетическим центром в Гранби в Квебеке, имеет двоих детей.

## Награды
- 1994-1995 год - названа "Спортсменкой года" Фондом студенческого спорта.
- 1994-1995 год - названа "Спортсменкой года" Канадской ассоциации конькобежного спорта.
- 1995-1997 год - признана лучшей конькобежкой года в шорт-треке Канады.
- 1997 год — введена в Зал спортивной славы конькобежного спорта Канады. [8]